# Herzogtum Châteauroux
Die Herrschaft (Seigneurie), später Grafschaft (Comté) und Herzogtum Châteauroux (Ducé) war ein französisches Feudalterritorium um die Stadt Châteauroux im gleichnamigen Arrondissement des heutigen Départements Indre.
Während des Mittelalters kontrollierten die Herren von Châteauroux fast den gesamten Südwesten des Berry (Bas-Berry) und erkannten die Oberhoheit der Herzöge von Aquitanien an. Da die benachbarten Vizegrafen von Bourges, welche das nordöstliche Berry (Haute-Berry) beherrschten, sich direkt dem König von Frankreich unterstellten war Châteauroux ein Grenzgebiet zwischen Aquitanien und der königlichen Domäne und stand deshalb oft im politischen Spannungsfeld zwischen dem Herzog und dem König.
Stammvater der herrschaftlichen Familie von Châteauroux war der Sire Ebbo I. le Noble von Déols, der im Jahr 935 in der Nähe von Orléans die in Frankreich einfallenden Ungarn schlug und dabei im Kampf getötet wurde. Dessen Sohn Raoul I. le Large erbaute auf einem Hang am Westufer der Indre eine Burg, die umgangssprachlich „Château Raoul“ genannt, wegen des in der Familie häufig auftretenden Namens, und zum neuen Stammsitz der Familie wurde. Die Siedlung am Fuße der Burg entwickelte sich schon bald zu einer Stadt. Raoul V. Thibaud nahm am ersten Kreuzzug teil und fiel 1099 bei der Belagerung von Antiochia. Sein Urenkel Raoul VII. begab sich ebenfalls auf eine bewaffnete Pilgerfahrt in das Heilige Land und starb auf dem Rückweg am 27. November 1176 in Ravenna. Er hinterließ lediglich die fünfjährige Tochter Denise, welche von Heinrich Plantagenet nach England gebracht wurde.
1188 eroberte König Philipp II. von Frankreich während seines Kampfes gegen Richard Löwenherz die Burg von Châteauroux und ließ sie mit einer königlichen Besatzung versehen. Erst 1200 gab er sie an Denise und ihren zweiten Ehemann André de Chauvigny, der einst ein Gefolgsmann des Löwenherz war, sich dann aber gegen dessen Bruder Johann Ohneland stellte, zurück. Die neue Herrenfamilie von Châteauroux stand nun loyal zur französischen Krone; Guillaume II. nahm am siebten Kreuzzug des Königs Ludwig IX. teil und starb am 3. Januar 1271 auf dem Rückweg in Palermo.
Während des Hundertjährigen Krieges wurde Châteauroux von dem „schwarzen Prinzen“ Edward of Woodstock zerstört. Erst zur Mitte des 15. Jahrhunderts sollte die Stadt wieder aufblühen. Am 16. Juli 1497 wurde die Herrschaft zugunsten von André III. de Chauvigny zur Grafschaft aufgewertet, doch nach dem Tod Andrés III. 1503 stritten sich die Familien Aumont und Maillé um dessen Erbe. Später wurde die Grafschaft zwischen Hardouin de Maillé de Latour-Landry und Françoise d’Aumont geteilt. Henri II. de Condé  kaufte beide Teile nacheinander 1612 und 1613 und suchte hier nach seiner ersten Rebellion gegen die Krone Zuflucht. Nach seiner Unterwerfung erlangte er im Mai 1616 die Erhebung der Grafschaft Châteauroux zu einem Herzogtum, wobei mit dem Herzogstitel auch die Würde eines Pair verbunden war. 1743 kaufte König Ludwig XV. dem Haus Bourbon-Condé Châteauroux ab, um noch im selben Jahr seine Mätresse Marie-Anne de Mailly-Nesle mit dem Herzogtum zu beschenken. Doch noch bevor diese je das Schloss von Châteauroux betrat, verstarb sie 1744. Châteauroux blieb von da an in königlichem Besitz.

## Liste der Herren, Grafen und Herzöge von Châteauroux

### Haus Déols
- Ebbo I. le Noble (der Edle, † 935), Herr von Déols
- Raoul I. le Large (der Breite, † 952), Sohn des Vorgängers, Herr von Déols und Châteauroux
- Raoul II. le Chauve (der Kahle, † 1012), Sohn des Vorgängers, Herr von Déols und Châteauroux
- Eudes I. le Roux (der Rote, † nach 1045), Sohn des Vorgängers, Herr von Déols und Châteauroux
- Raoul III. le Prudent (der Grausame, † 1057 oder später), Sohn des Vorgängers, Herr von Déols und Châteauroux
- Raoul IV. l’Enfant (das Kind, † 1058), Sohn des Vorgängers, Herr von Déols und Châteauroux
- Raoul V. Thibaud († 1099), Bruder des Vorgängers, Herr von Déols und Châteauroux
- Raoul VI. le Vieil (der Alte, † 1112 oder 1141), Sohn des Vorgängers, Herr von Déols und Châteauroux
- Ebbo II. († 1160), Sohn des Vorgängers, Herr von Déols und Châteauroux
- Raoul VII. († 1176), Sohn des Vorgängers, Herr von Déols und Châteauroux
- Denise († 1221), Tochter des Vorgängers, Herrin von Déols und Châteauroux
  - 1. ⚭ Baldwin de Redvers, 3. Earl of Devon († 1188)
  - 2. ⚭ August 1189 André I. de Chauvigny († 1202)
  - 3. ⚭ um 1203 Guillaume, Graf von Sancerre († 1217)

### Haus Chauvigny
- Guillaume I. († 1234), Sohn von Denise und André I. de Chauvigny, Herr von Châteauroux
- Guillaume II. († 1271), Sohn des Vorgängers, Herr von Châteauroux
- Guillaume III. († 1322), Sohn des Vorgängers, Herr von Châteauroux
- André II. († 1356), Sohn des Vorgängers, Herr von Châteauroux
- Guy I. († 1365), Sohn des Vorgängers, Herr von Châteauroux und Vizegraf von Brosse
- Guy II. († 1422), Sohn des Vorgängers, Herr von Châteauroux und Vizegraf von Brosse
- Guy III. († 1483), Sohn des Vorgängers, Herr von Châteauroux und Vizegraf von Brosse
- François I. († 1491) Sohn des Vorgängers, Herr von Châteauroux und Vizegraf von Brosse
- André III. († 1503) Sohn des Vorgängers, Herr und Graf von Châteauroux

Durch Vertrag vom 5. Mai 1519 erhielt Hardouin de Maillé, Vetter Andrés III., u. a. die Baronie Châteauroux.

### Haus Maillé
- Hardouin de Maillé, Vicomte de Tours († 1487) ⚭ Antoinette de Chauvigny, † 1473, Tochter von Guy de Chauvigny, Vicomte de Brosse, Seigneur de Châteauroux, und Catherine de Laval

- Françoise de Maillé († wohl 1535), deren Tochter, Dame de Châteauroux ⚭ I Francois de Beaujeu ⚭ II 1487 Jean d'Aumont
  - Hardouin de Maille († 1525), deren Bruder
  - Jean de Maillé († 1563), dessen Sohn, Baron de La Tour-Landry
- François de Maillé († 1598), dessen Sohn, Baron de la Tour-Landry, de Châteauroux etc.
- Charles de Maillé († 1605), dessen Sohn, Comte de Châteauroux, Baron de La Tour-Landry
- Jean de Maillé († 1635), dessen Bruder, Comte de Châteauroux – Nachkommen u. a. die Herzöge von Maillé

### Haus Aumont
- Félix d'Aumont, Sohn von Françoise und Jean d'Aumont, Co-Seigneur de Châteauroux
  - Pierre d’Aumont, Baron d’Estrabonne ⚭ Françoise de Sully
- Jean VI. d'Aumont († 1595), deren Sohn, 1573 Graf von Châteauroux, 1579 Marschall von Frankreich

### Haus Bourbon-Condé
- Henri II., († 1646), duc d’Enghien bis 1606, 1588 3. prince de Condé, 1632 duc de Châteauroux, de Montmorency, d'Albret et de Bellegarde, Sohn von Henri I.
- Louis II. François († 1686), „le grand Condé“, französischer Feldherr, (Titular-)duc d’Enghien, 1646 4. prince de Condé, 2. duc de Châteauroux, de Montmorency, d’Albret (bis 1661) et de Bellegarde, duc de Fronsac, Sohn von Henri II.
- Henri III. Jules († 1709), 1643–1646 duc d'Albret, 1646–1686 (Titular-)duc d’Enghien, 1686 5. prince de Condé, 2. duc de Bourbon, de Châteauroux, de Montmorency et de Bellegarde, Sohn von Louis II.
- Louis III. († 1710), 1709 6. prince de Condé, 3. duc de Bourbon, (Titular-)duc d’Enghien, de Châteauroux, de Montmorency et de Bellegarde, Sohn von Henri III.
- Louis IV. Henri († 1740), 1710 4. duc de Bourbon, d'Enghien, de Guise, de Châteauroux, de Montmorency et de Bellegarde, 7. prince de Condé, Sohn Louis III.
- Louis de Bourbon-Condé, comte de Clermont († 1771), französischer Kleriker und General; Oberbefehlshaber der Rheinarmee im Siebenjährigen Krieg; unterlag 1758 bei Krefeld dem Herzog von Braunschweig, jüngster Sohn von Louis III.
- Louis V. Joseph († 1818), 1740 8. prince de Condé, 5. duc de Bourbon, d'Enghien, de Guise, de Châteauroux, de Montmorency et de Bellegarde, Führer der Emigranten-Armee im Kampf gegen die Truppen der Republik, Sohn von Louis IV.

- Marie-Anne de Mailly-Nesle († 1744), ducesse de Châteauroux